# 公人朝夕人
公人朝夕人（くにんちょうじゃくにん）とは、江戸時代にあった役職の一つ。世襲制。

## 概要
高貴な身分の者が衣冠束帯姿である際、排尿が困難となる。衣類の着脱が必要となるが、その猶予が無い際、袴の脇から尿筒（しとづつ。尿瓶（しびん）にあたる銅製の筒。ポータブルトイレの類）を差し込み、排尿中に支えるのが仕事である。
江戸幕府将軍の上洛・参内、日光東照宮参拝（日光社参）などの際、将軍に近侍した。名前の由来は、“朝夕に公務を果たす人”ということから。
将軍の道中は行列の二番に従う下部の左右にあって、警を唱える。同朋頭支配で定員は1人、扶持高10人扶持。

## 土田家
土田家が世襲していた。土田家は鎌倉幕府4代将軍の藤原頼経の頃から時の将軍に仕え、以降、室町幕府の将軍家（足利家）、織田信長、豊臣秀吉にも仕えていた。近世に入り江戸幕府を創始した徳川家康に仕えたことが幕臣としての始まりで、以後土田家は「土田孫左衛門」という名前も世襲したため、公人朝夕人=土田孫左衛門となる。ただし身分は武士ではなく武家奉公人いわゆる中間だったといわれている。
職務は将軍が対象とはいえ、いわゆる「下の世話」なのであるが、鎌倉時代から家が続き代々世襲している事、雲の上の存在である将軍や時の権力者らに近侍すること、公人朝夕人といえば土田家であったこと、などを鑑みるにいわゆる名家として扱われる。
土田家の由緒書によれば、世襲の由来は1219年（承久元年）、将軍藤原頼経が鎌倉に東下向の際、京都から扈従してまかり下るのに始まるという。
江戸幕府において世襲となった起因は、1603年（慶長8年）3月25日、家康が将軍拝賀の礼の為に参内した折、尿筒の役「公人朝夕人」を家職としていた土田氏の先祖を召したこととされている。

## 身分
公人朝夕人（土田孫左衛門）については資料が少なく、身分は武士ではなく中間だったと言われているが、下級武士説や町人扱い説もある。少なくとも小刀一本を持つことが許され、苗字は公式に名乗ることができた。ただし、公式行事の際の役職であり、常任の役職ではなかった。そのため、土田家の本業は不明のままである。